# Рудник-Другий
Рудник-Другий (пол. Rudnik Drugi) — село в Польщі, у гміні Закрівець Красницького повіту Люблінського воєводства.
Населення — 369 осіб (2011).
У 1975-1998 роках село належало до Люблінського воєводства.

## Демографія
Демографічна структура станом на 31 березня 2011 року:
|          | Загалом | Допрацездатний вік | Працездатний вік | Постпрацездатний вік |
| -------- | ------- | ------------------ | ---------------- | -------------------- |
| Чоловіки | 185     | 32                 | 119              | 34                   |
| Жінки    | 184     | 27                 | 93               | 64                   |
| Разом    | 369     | 59                 | 212              | 98                   |